# Valérie Lescrenier
Valérie Marie Lucia Ghislaine Lescrenier, née le 16 août 1979 à Libramont-Chevigny, est une femme politique belge, membre du parti Les Engagés. 
Elle est ministre au sein des gouvernements wallon et de la Communauté française.

## Biographie
Valérie Lescrenier est diplômée en économie de l'Université Catholique de Louvain.
De 2002 à 2006, elle a travaillé comme attachée au cabinet de Jean-Luc Henry, puis adjointe au Tourisme de la Province de Luxembourg. En 2006, elle commence à travailler au bureau du représentant luxembourgeois René Collin, en tant que chef de cabinet adjoint chargée du tourisme. Lorsque René Collin devient ministre wallon en 2014, Valérie Lescrenier devient sa directrice de cabinet adjointe jusqu'en 2018. Elle a ensuite été directrice de la fédération touristique de la province de Luxembourg de 2018 à 2024.
En octobre 2012, Valérie Lescrenier est élue au conseil communal de Marche-en-Famenne pour ce qui était alors le cdH. Depuis septembre 2017, elle est échevine de l'État Civil et de la Population. Après les élections communales d'octobre 2018, elle devient également responsable de la Transition écologique .

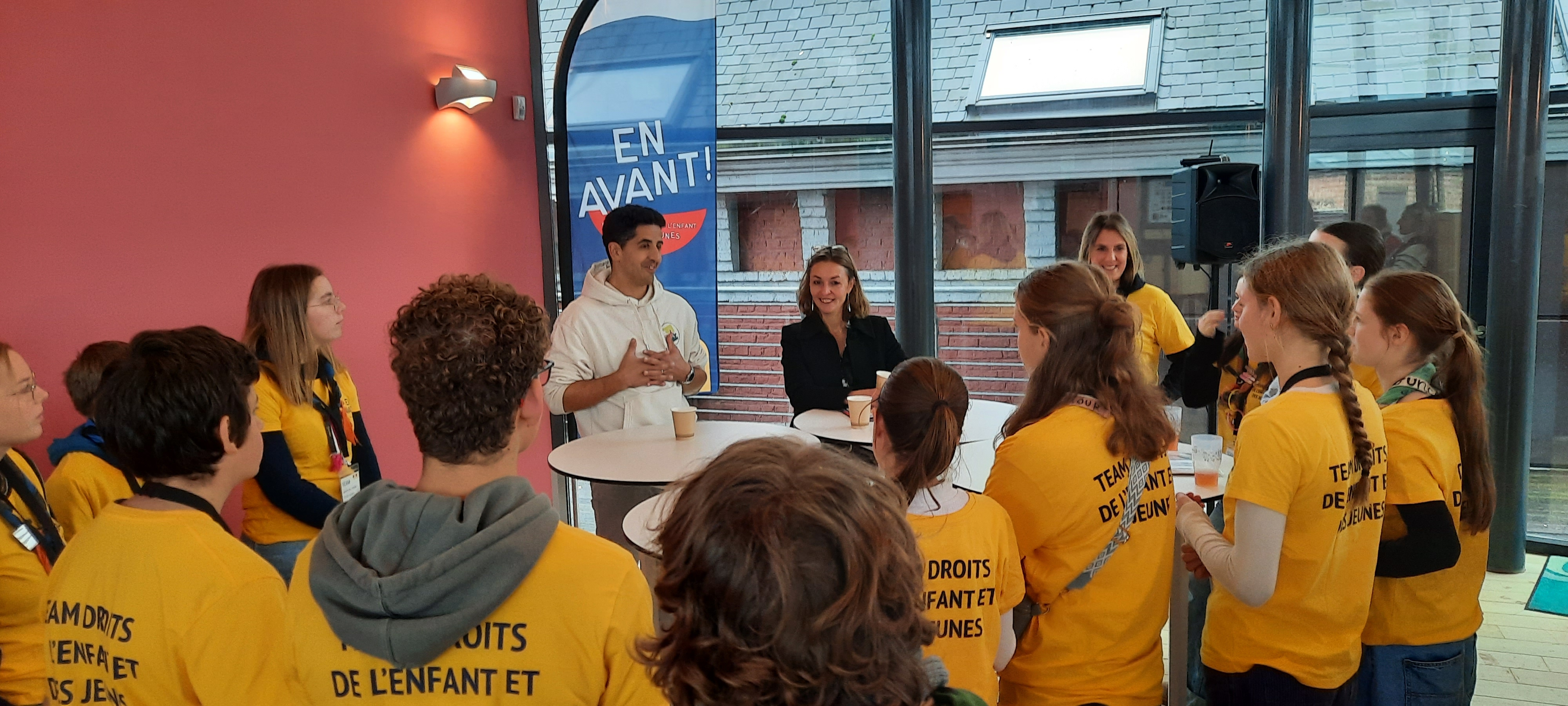
Avec le Délégué général aux droits de l'enfant, Solaÿman Laqdim, en discussion avec les jeunes bénévoles de la fête En Avant !, en 2024, à Namur.

Aux élections du 9 juin 2024, Valérie Lescrenier est élue à la Chambre des Représentants à la deuxième place sur la liste des Engagés en province de Luxembourg. Le 14 juillet 2024, son parti la désigne dans deux gouvernements : ministre de l'Enfance, de la Jeunesse et de l'Aide à la jeunesse au sein du Gouvernement de la Communauté française et ministre du Patrimoine, du Tourisme et des Infrastructures d'accueil de la Petite enfance au sein du Gouvernement wallon. Elle quitte ainsi très rapidement le niveau fédéral.